# Рассказы (деревня)
 Рассказы  — опустевшая деревня в Западнодвинском муниципальном округе Тверской области.

## География
Находится в юго-западной части Тверской области на расстоянии приблизительно 10 км по прямой на восток по прямой от железнодорожной станции в поселке Старая Торопа к югу от железнодорожной линии Москва-Рига.

## История
Деревня уже была отмечена на карте Шуберта западной части России (1826—1840 года). В 1877 году здесь (деревня Торопецкого уезда Псковской губернии) было учтено 7 дворов. До 2020 года входила в состав ныне упразднённого Староторопского сельского поселения.

## Население
Численность населения: 54 человека (1877 год), 2 (русские 100 %) в 2002 году, 0 в 2010.